# Kína Flórája
A Kína Flórája egy információs portál. A Kínai Népköztársaság Flórája című műnek (Flora Republicae Popularis Sinicae (FRPS)) aktuális taxonómiai ismeretekkel kiegészített, angol nyelvű változata. A honlapon Kína minden szövetes növénye megtalálható, leírással, azonosítókkal, lényeges szinonimáival, fenológiai fázisaival, Kínán belüli elterjedésével, Kínán kívüli előfordulásaival és az esetleg előforduló taxonómiai bizonytalanságokra vonatkozó megjegyzésekkel. Ezek az adatok kiegészülnek a növény botanikai elnevezésével, irodalmi hivatkozásokkal, és Kínán belüli és Kínán kívüli elterjedésére vonatkozó adatokkal. A növények endemikus státuszára vonatkozó adatok egy online ellenőrzőlistával (checklist) kérdezhetőek le.
A projektben 4 kínai, a Kínai Tudományos Akadémia Botanikai Intézete, a Kunming Botanikus Kert,, a Csiangszu Botanikus Kert (Nanking), és a Dél-kínai Botanikus Kert (Kanton), és 7 nem kínai botanikai kutatóközpont, a Harvard Egyetem Herbáriuma , a Kaliforniai Tudományos Akadémia , a Smithsonian Intézet, az Edinburghi Királyi Botanikus Kert, a Királyi Botanikus Kertek, a Nemzeti Természettudományi Múzeum, Párizs  és a Missouri Botanikus Kert mintegy 600 tudósa vesz részt.